# 德式圣诞蛋糕
德式圣诞麵包（德語：Christstollen），一種質地像硬面包、但製作材料像水果蛋糕的麵點。是德國耶誕節期間的傳統節慶食品。

## 食谱

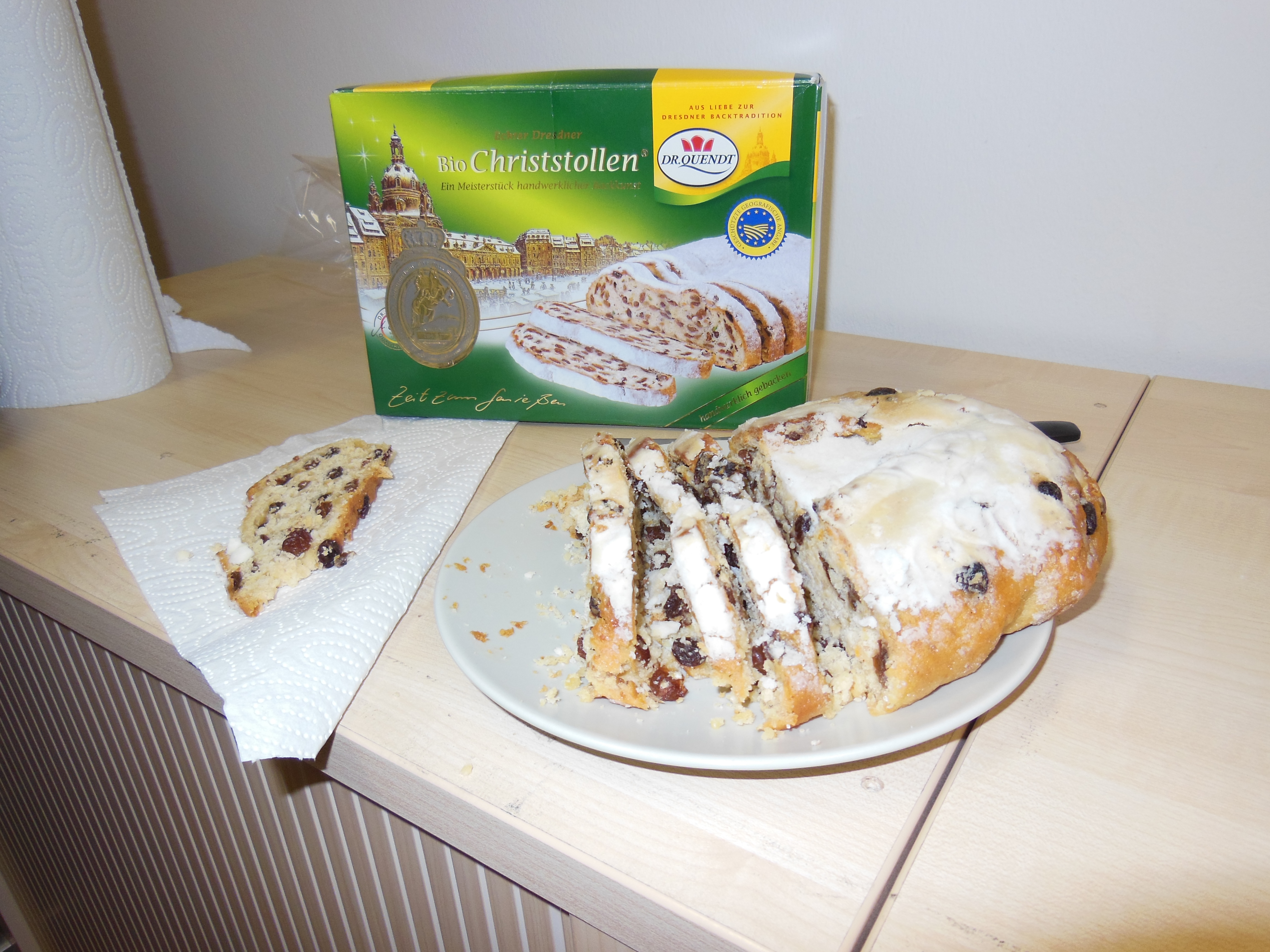
德式聖誕麵包

德式圣诞蛋糕的主要材料是酵母、水和面粉。通常还会在面团中加入糖渍橙皮、柑橘皮蜜饯(Zitronat),、葡萄干、杏仁、及小豆蔻、肉桂等等不同的调料。其他的配料，像是牛奶、糖、黄油、食盐、朗姆酒、鸡蛋、香草、其他水果干和果仁，以及杏仁蛋白奶糖都可以被加进面团中。撇开加入的水果不谈，發好的面通常糖分很低。但在烘制程式完成之後，會在表面裹上一層白色的糖霜。一个传统的德式圣诞蛋糕的重量约为4.4千克，小些尺寸的现在也有卖了。

## 历史
有關德式圣诞蛋糕的文獻記載，最早的出自1474年。德累斯頓的德式圣诞蛋糕最有名。這種麵點最初並不叫Stollen，而是叫Striezel。所以，至到如今為止，德累斯頓專賣圣诞蛋糕的市場還叫Striezelmarkt。除Striezelmarkt之外，普通的耶誕節市場也都有專賣圣诞蛋糕的商亭。
儘管德國是一個各州之間沒有統一文化的國家，但對傳統節日卻普遍十分重視。所以，即便平常多麼節儉的人，到了過節的時候，也都願意去聖誕市場採購應節物品。明知道聖誕市場的東西會比普通商場的東西昂貴，但只要是過節，德國人花起錢來都毫不計較。
Stollen的舊稱Striezel來源於古普魯士語strüzel或stroczel，也就是“一塊麵包”的意思。這種麵點的形狀原來模仿的是繈褓裏的耶穌，是眾多代表耶穌受難的麵點之一。相應的食品還有一種叫Pretzel的椒鹽卷餅，象徵捆綁耶穌的枷鎖；圓形的油炸軟麵包，象徵救助烈日下十字架上的耶穌的濕海棉。不過，圣诞蛋糕的形狀讓厄爾士山脈（Erzgebirge）的礦工們聯想到的，卻是礦道的入口。因此，礦道的入口也正是現今這種麵點名稱Stollen的字面義。
最初的德式圣诞蛋糕，其原材料跟現在的相去甚遠。因為降臨節期間是教徒們的節食期，食品中的不能用牛油，而只能用油。所以，這種麵點吃上去口感很硬。為了改變這種現狀，薩克森的選帝侯恩斯特（Prince Elector Ernst）和他的兄弟阿爾伯萊希特公爵（Duke Albrecht）曾給當時的教宗诺森八世聯名上書。他們向教宗解釋說，油得用蘿蔔去提煉，十分困難，因而價格十分昂貴，同時也極不健康；因此，容許薩克森麵包師們使用牛油才合乎天理人情。他們的請求得到了教宗的恩准。但僅選帝侯王子及其家人能夠受惠於這個恩典，其他人使用牛油仍得繳交罰款。直到1491年，普羅大眾才終於得到了同樣的恩惠，但仍有個附加條件——為修建紧邻德累斯顿的弗莱贝格的大教堂，每個麵包師必須每年为建造交繳1/20金古爾登。在薩克森地區的宗教體制由天主教改為新教之後，對牛油的禁令才真正得以解除。
經過五百多年的變遷，圣诞蛋糕這種麵點，已由簡單的、幾乎沒什麼味道的麵包，逐漸變成原料越來越豐富的杏仁膏夾心蛋糕。但總體而言，地道的德式圣诞蛋糕，還是比世界上其他國家的仿製品要味道清淡得多。
圣诞蛋糕不僅是德國歷史悠久的傳統食品，甚至還算得上是一種新的風尚。從1994年開始，德累斯頓每年都有為它而設的專門節日——Stollenfest（德式圣诞蛋糕节）。儘管這是個新的傳統，但其設想卻緣自十八世紀追求奢華喜歡盛宴的薩克森國王奧古斯特二世。1730年，國王奧古斯特二世用一個足夠所有來賓分享的1.8噸的巨型德式圣诞蛋糕，讓人歎為觀止，大開眼界。現在的德式圣诞蛋糕节沿引的就是這一模式。每年降臨節第二個星期的星期六，由大平車裝著的重3到4噸的大蛋糕，和遊行隊伍一起穿過德累斯頓的大街小巷，到達耶誕節市場。然後，在聖誕市場上將舉行誇張的切割儀式。切成小塊的德式圣诞蛋糕，一小部分用於慈善，其餘的賣給前來助興的市民們。至今為止，2000年烘制的德式圣诞蛋糕节體積最大，重4.2噸，因而被列入了吉尼斯紀錄。

## 图库

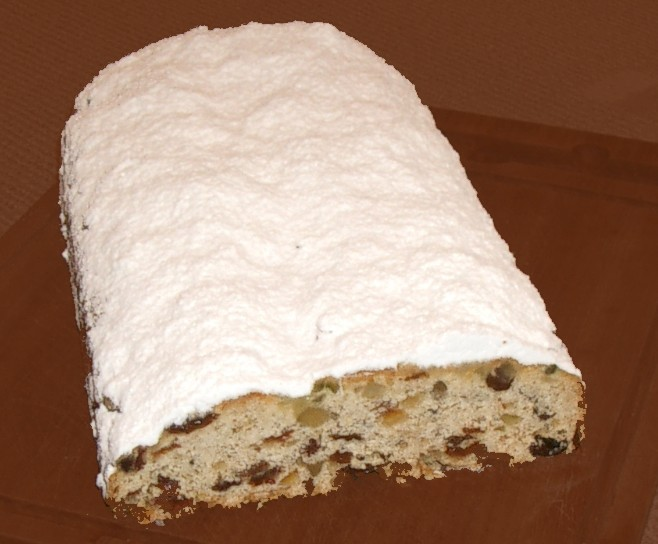
葡萄干圣诞蛋糕
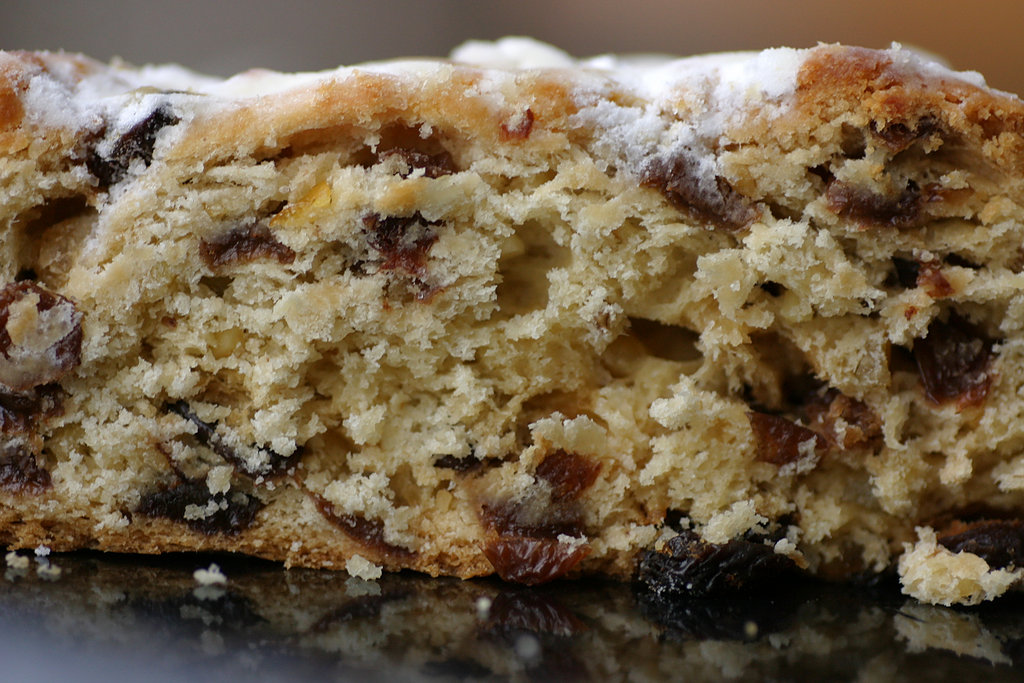
德式圣诞蛋糕近观
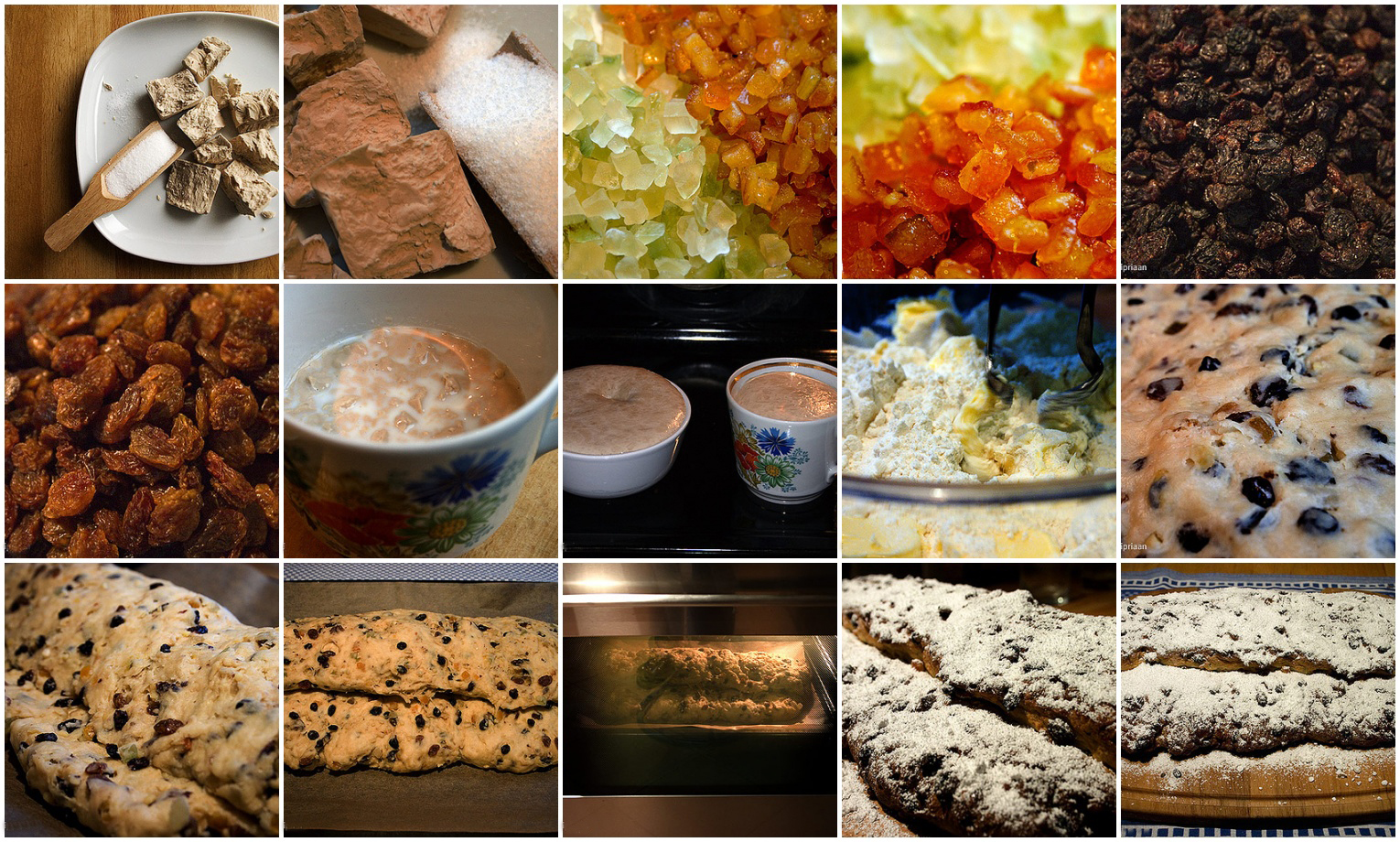
德式圣诞蛋糕的制作
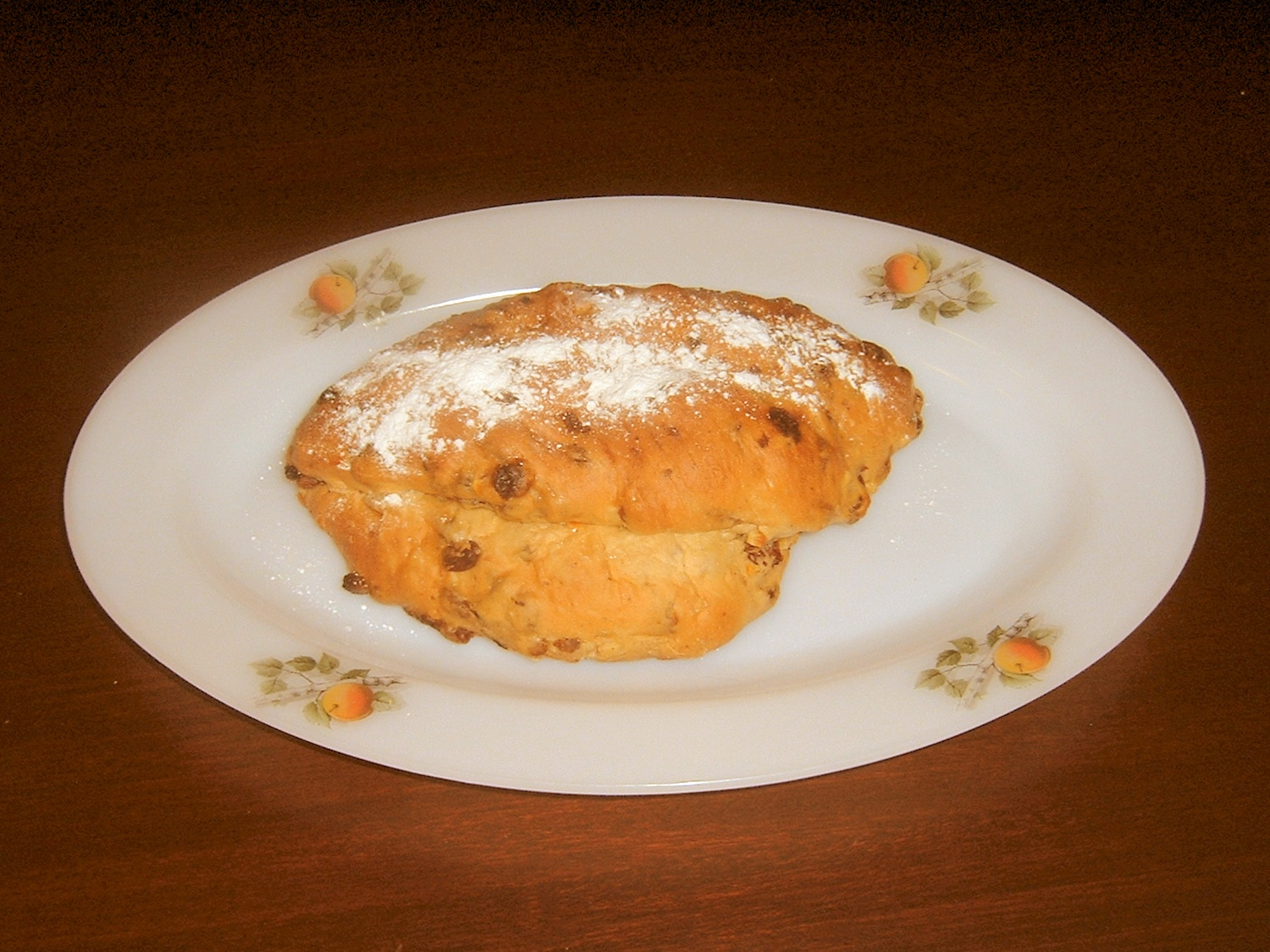
荷式圣诞蛋糕